# Stabbursdalens nationalpark
Stabbursdalens nationalpark är en norsk nationalpark som ligger i ett varierande område med skogar, älvar och öppna områden längs Stabburselva i Stabbursdalen i Porsanger och Hammerfests kommuner i Finnmark fylke i Nordnorge. Den inrättades 1970 och täcker, efter en utvidgning 2002, 747 km².

## Geografi, landskap och geologi
Nationalparken har en mycket intressant kvartärgeologi som visar inlandsisens påverkan under den sista istiden. Stabburselva bildades av smältvatten från glaciärer under den sista istiden. Den nedre delen av dalen är en platå som ligger 60-70 m ö.h.. När inlandsisen smälte över Skandinavien flyttade älvar med smältvatten stora mängder sand och grus. Efter istiden låg landet mycket lägre och under några tusen år har landhöjningen gjort området till en karaktäristisk platå liksom de runda bergsformationerna, Gáisene, som formats under inlandsisens tillbakadragande.
Stabburselva, som rinner genom nationalparken, är drygt 60 km lång och få större vattendrag i Norge är så orörda som den. Det finns lax, storröding, öring och gädda och älven är känd för sina många fiskeplatser.

## Flora och fauna

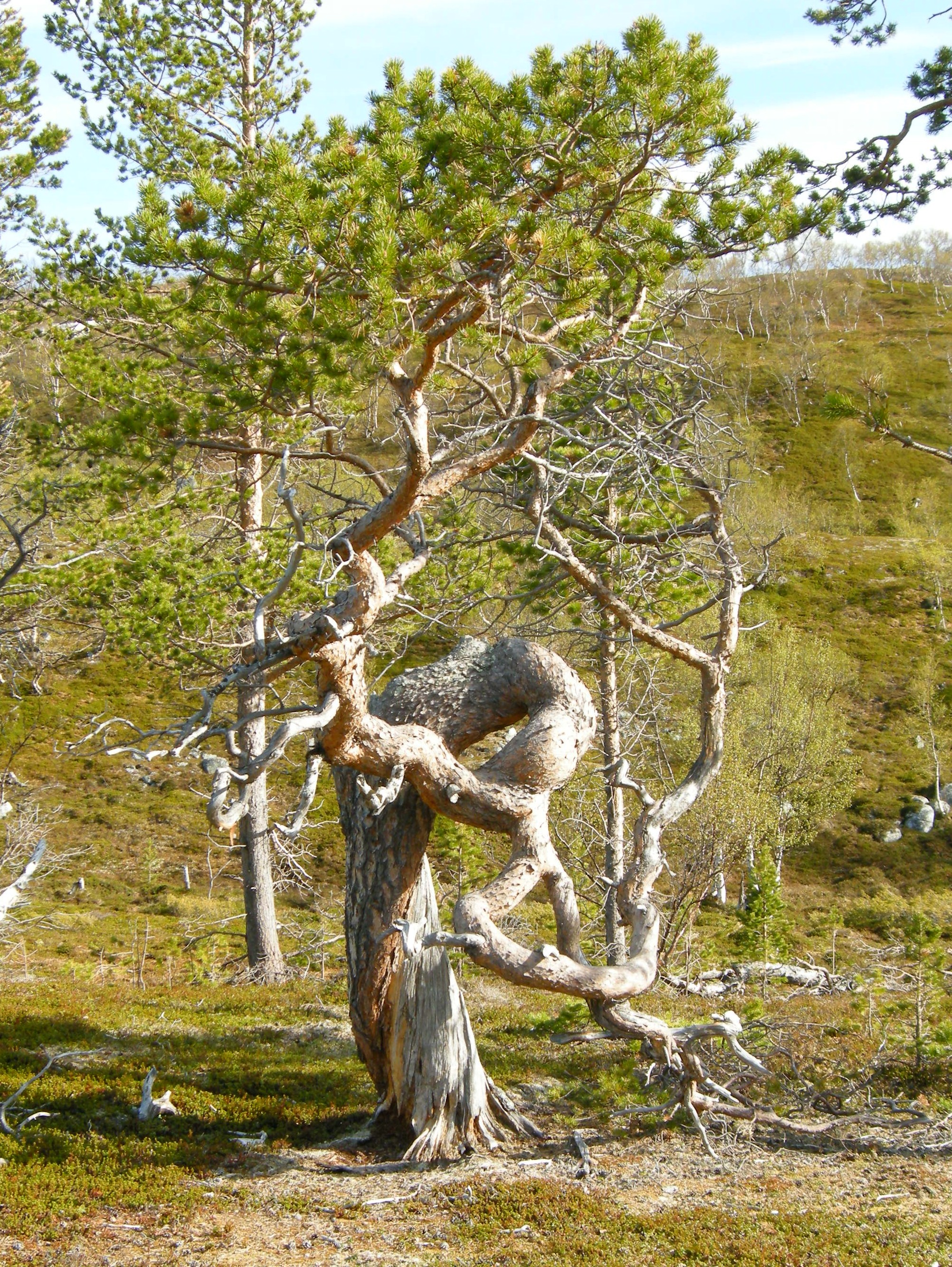
Tall i nationalparken

Nationalparken har världens nordligaste tallskog och upprättades främst för att skydda denna, områdets övriga flora och många av Finnmarks karaktäristiska landformationer, karga fjäll (Gáisene), öppna vidder, trånga kanjondalar, fjällbjörkskogar och tallhedar.
Tallarna bredde ut sig över stora områden för 5000-7500 år sedan i övergången mellan äldre och yngre stenålder. Det var bland annat resultatet av en klimatförändring då årsmedeltemperaturen ökade 2-3°C. Omkring 450 f.Kr. sjönk temperaturen ungefär till dagens nivå och skogen drog sig tillbaka igen för att till slut bara finnas i de inre delarna av fylket och längst in i Altafjorden och Porsangerfjorden. Att skogen blev kvar i Stabbursdalen kan förklaras med områdets topografi.
Området har ett rikt fågelliv, bland annat häckar knipa och storskrake. Bergfinken är vanlig, liksom dvärgsparv, som har sin huvudsakliga utbredning i Sibirien. Fiskgjuse och stenfalk är vanlig och världens nordligaste bestånd av tjäder finns i parken. Älg, tamren och järv är vanliga. Stabbursdalen är det nordligaste området för flera djur- och fågelarter.

## Kulturminnen
Fångstgropar är spår efter äldre tiders infångande av vildren, som avlöstes av tamrendrift på 1600-talet. Renen har idag vår-, sommar- och höstbete i området. I samernas förkristna religion hade landskapet en central plats i det religiösa livet. Enstaka berg, insjöar och offerstenar har ansetts heliga.